# Pontus Dahbo
Pontus Dahbo, né le 11 octobre 2005 à Göteborg en Suède, est un footballeur suédois qui évolue au poste de milieu offensif au BK Häcken.

## Biographie

### En club
Né à Göteborg en Suède, Pontus Dahbo commence le football avec le Sävedalens IF (en) avant d'être formé par le BK Häcken, qu'il rejoint à l'âge de 15 ans. En novembre 2022, alors âgé de 17 ans, Dahbo signe son premier contrat professionnel le liant au club jusqu'en décembre 2025. Il est dans le même temps promu en équipe première,. 
Il joue son premier match dans l'Allsvenskan, l'élite du football suédois le 3 avril 2023, lors de la première journée de la saison 2023 contre l'IF Elfsborg. Il entre en jeu à la place de Romeo Amane et son équipe s'impose (0-2 score final). Dahbo inscrit son premier but en professionnel lors d'un derby face à l'IFK Göteborg le 29 mai 2023, en championnat. Il entre en jeu et participe à la victoire de son équipe (4-1 score final),,.
Le 18 juillet 2023, Pontus Dahbo joue son premier match de Ligue des champions contre The New Saints. Il entre en jeu et son équipe l'emporte par deux buts à zéro,.

### En sélection
Pontus Dahbo représente l'équipe de Suède des moins de 18 ans, faisant sa première apparition le 24 septembre 2022 contre l'Autriche. Il entre en jeu et son équipe s'impose après une séance de tirs au but.

## Palmarès
BK Häcken
- Coupe de Suède :
  - Vainqueur : 2022-2023.